# Список умерших в 1342 году

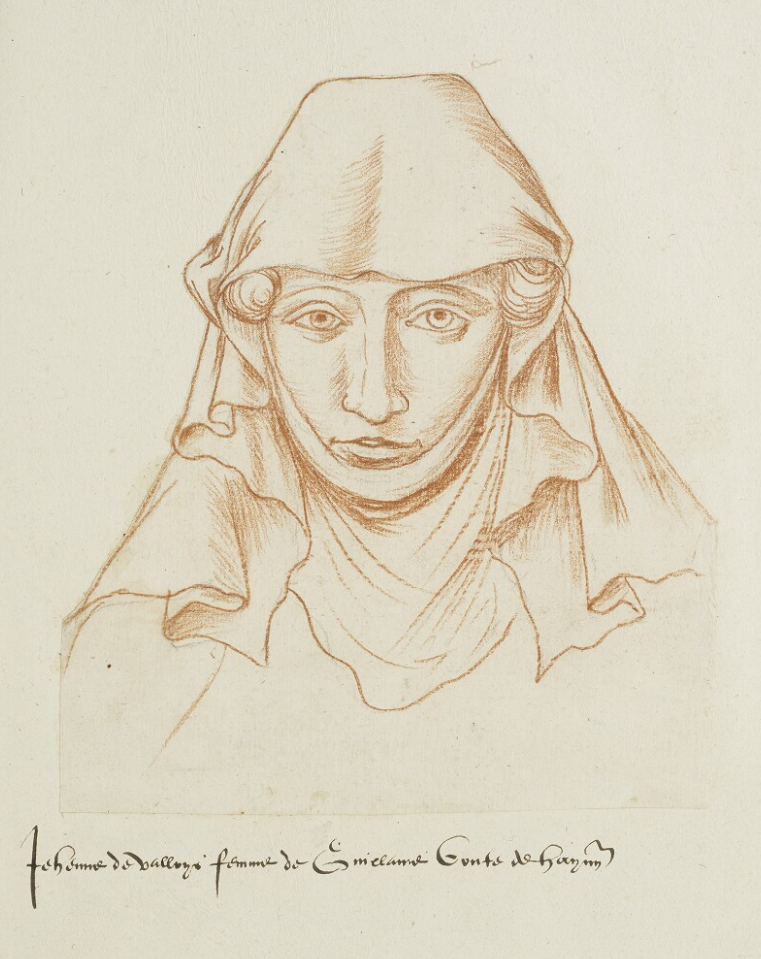
Жанна де Валуа

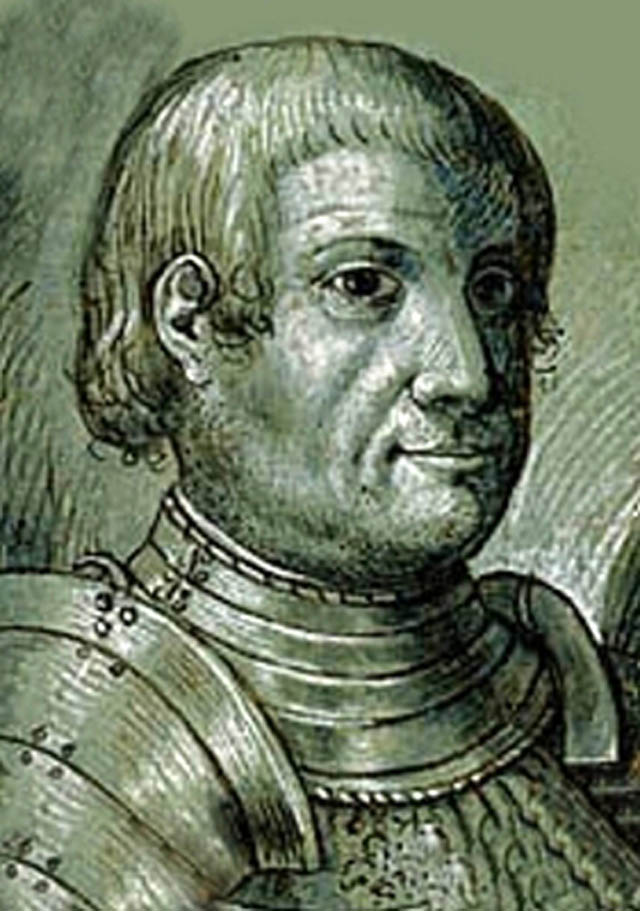
Наполеоне Орсини

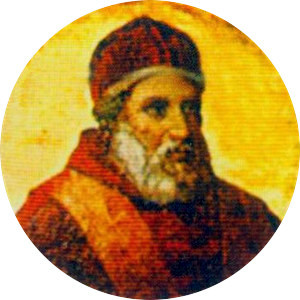
Бенедикт XII

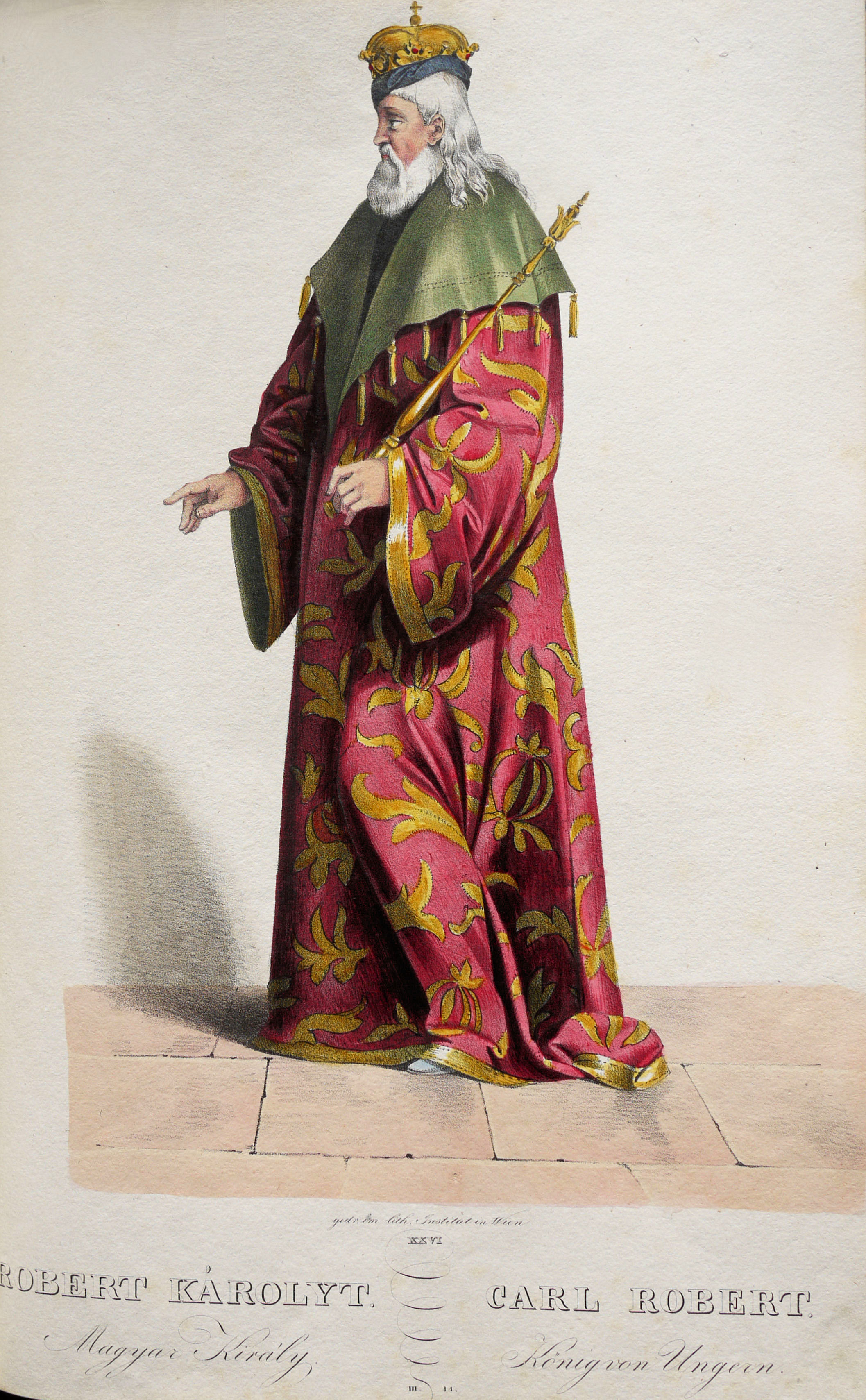
Карл Роберт

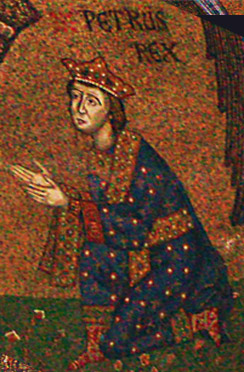
Педро II

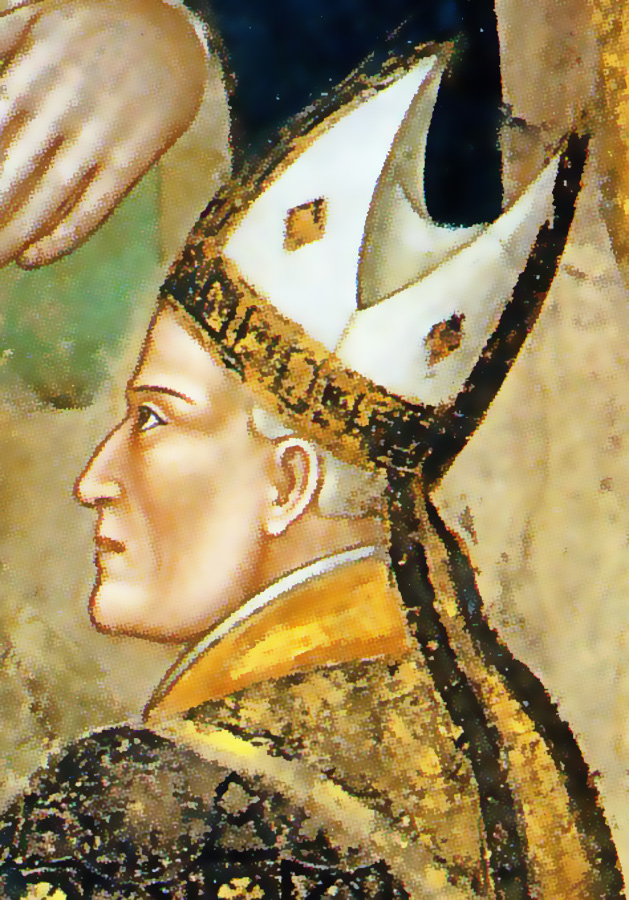
Симоне Сальтарелли

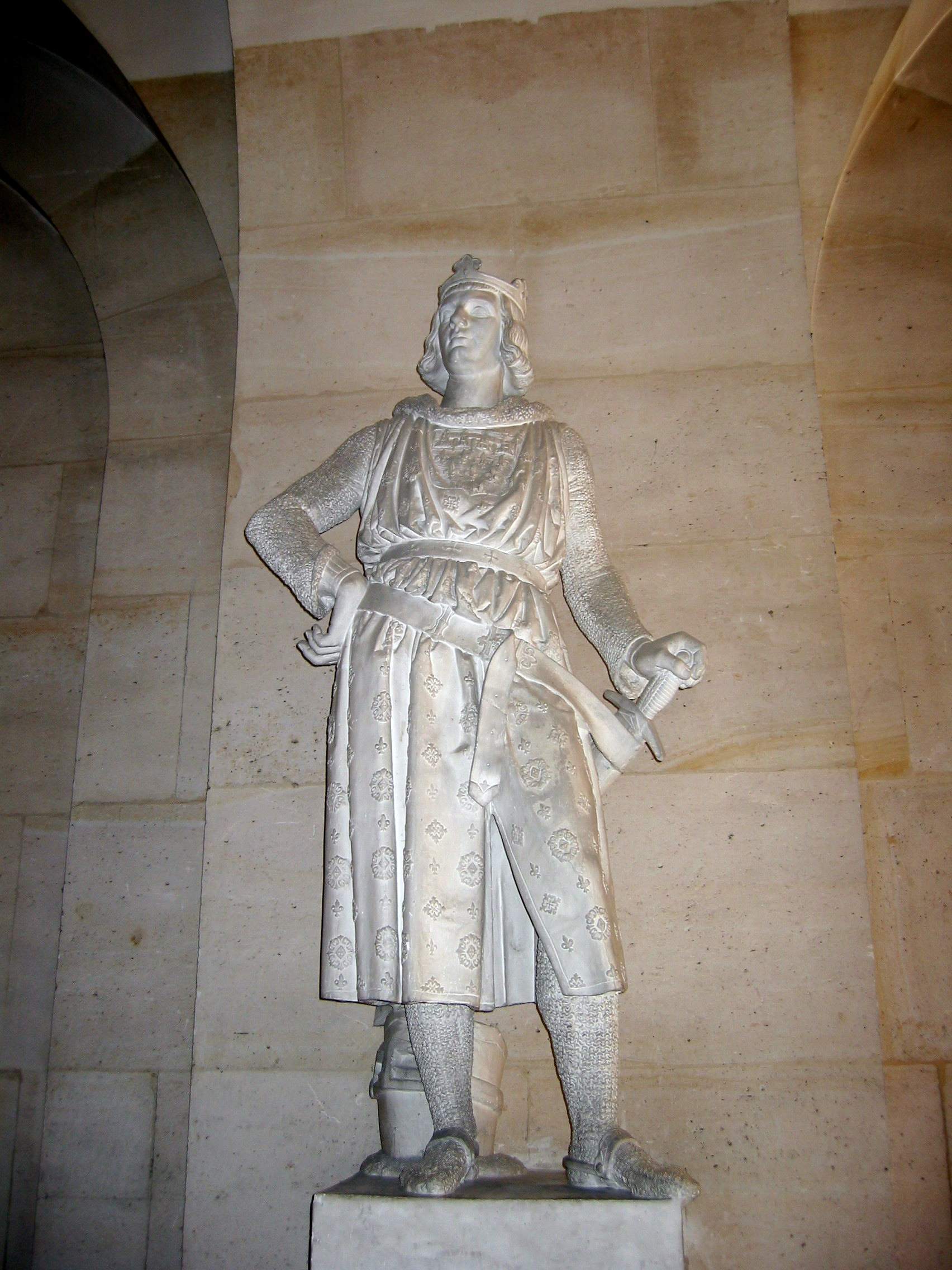
Роберт III д’Артуа

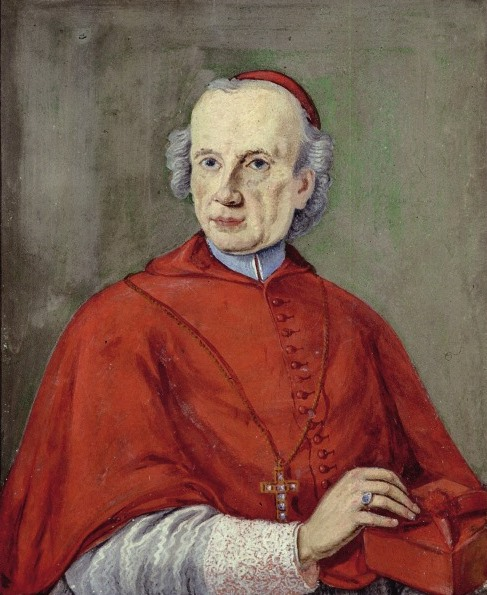
Бартоломео Граденига

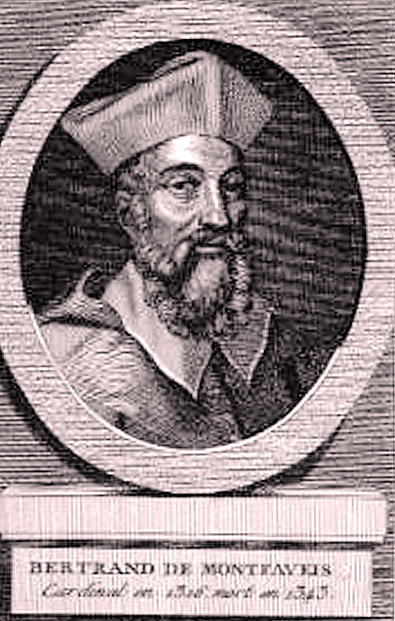
Бертран де Монфавез

В этой статье представлен список известных людей, умерших в 1342 году.
См. также: Категория:Умершие в 1342 году

## Январь
- 22 января — Генрих IV Верный — князь Саганский (1309—1342), князь Сцинавский (1309—1317), князь Великопольский (1309—1314), князь Познанский (1309—1314), князь Калишский (1309—1312), князь Гнезно (1309—1312), князь Олесницкий (1309—1312), князь Намыслувский (1309—1312), князь Глогувский (1318—1321)
- 23 января — Иоганн I[нем.] — граф Саарбрюккена (1308—1342)

## Март
- 7 марта — Жанна де Валуа — дочь Карла Валуа, графиня-консорт Эно (Геннегау), Голландии, Зеландии, Остерванта и Фрисландии (1305—1337), как жена Вильгельма I де Эно, сестра Филиппа VI де Валуа и тёща Эдуарда III
- 24 марта — Наполеоне Орсини[итал.] — кардинал дьякон Sant’Adriano al Foro (1288—1342), кардинал-протодьякон (1318—1342)
- 28 марта — Пьер де Фосиньи[фр.] — епископ Женевы (1311—1342)
- 31 марта — Диониджи ди Борго Сан Сеполькро[англ.] — епископ Монополи (1339—1342), исповедник Петрарки и учитель Бокаччо

## Апрель
- 9 апреля — Маргарет де Клер — дочь Гилберта де Клера, 7-го графа Глостер, графиня-консорт Корнуолл (1309—1312), как жена Пирса Гавестона, графиня-консорт Глостер (1337—1342), как жена Хью де Одли, графа Глостер
- 14 апреля — Джон Бомонт — 2-й барон Бомонт (1340—1342).
- 25 апреля — Бенедикт XII — епископ Памье (1317—1326), епископ Мирпуа (1326—1327), кардинал-священник Santa Prisca (1327—1334), папа римский (1334—1342)

## Май
- 16 мая — Элеонора Бретонская — дочь Жана II Бретонского, аббатиса Фонтевро (1304—1342).
- 19 мая — Альберт II Саксен-Виттенбергский[нем.] — князь-епископ Пассау (1320—1342)

## Июнь
- 10 июня — Сайондзи Сёси[англ.] — японская поэтесса, императрица-консорт Японии (1288—1298), жена Императора Фусими.
- Педро Фернандес де Кастро — галисийский дворянин, сеньор Лемоса, Монфорте и Саррии (1329—1342), Майордом Леона и Кастилии (1332—1342).

## Июль
- 16 июля — Карл Роберт — король Венгрии и король Хорватии (1308—1342)
- 26 июля — Витего II фон Голдиц[нем.] — епископ Мейсена (1312—1342)
- 27 июля — Генрих II фон Лейс[нем.] — епископ Лаванта (1338—1342)

## Август
- 12 августа — Ги I де Блуа-Шатильон — граф Блуа, граф Дюнуа, сеньор де Гиз, сеньор д'Авен (1307—1342)
- 15 августа — Педро II — король Сицилии (Тринакрии) (1337—1342).
- 26 августа — Левон V — король Киликийского армянского государства (1320—1342), последний представитель династии Хетумидов (Хетумян) на армянском троне.

## Сентябрь
- 3 сентября — Анна Великая Комнина — императрица Трапезунда (1341, 1341—1342); убита
- 24 сентября — Симоне Сальтарелли[итал.] — епископ Пармы (1316—1323), архиепископ Пизы, примас Корсики и Сардинии (1323—1342), святой римско-католической церкви.
- 26 сентября — Жан I[англ.] — сеньор Бреды (1322—1342)
- 30 сентября — Эдвард ле Диспенсер — английский дворянин, сын Хью ле Диспенсер Младшего, погиб в битве при Морле.
- Вилмош Другет, венгерский барон, военный и политический деятель неаполитанского происхождения, палатин Венгрии (1334—1342).

## Октябрь
- 3 октября — Мария I Диас де Харо — сеньора Бискайи (1289—1295, 1310—1322, 1326—1334).
- Доменико Кавалька[англ.] — итальянский писатель.
- Роберт III д’Артуа — сеньор Конша, Нонанкура и Домфрона (1298—1332), граф де Бомон-ле-Роже (1309—1332), пэр Франции (1329—1332), граф Ричмонд (1334—1342)

## Ноябрь
- 29 ноября — Микеле Чезена — итальянский генерал ордена францисканцев (1316—1328) и философ.

## Декабрь
- 1 декабря — Бертран де Монфавез[итал.] — французский кардинал-дьякон Санта-Мария-ин-Аквиро (1316—1 342)
- 24 декабря — Иоланда Палеологиня Монферратская — дочь маркиза Монферратского Феодора I Палеолога, графиня-консорт Савойская (1330—1342), жена Аймона Миролюбивого
- 27 декабря — Стефан Драговол — сербский феодал, полунезависимый правитель в регионе Северо-Восточной Македонии и горного массива Рила.
- 28 декабря — Бартоломео Градениго — венецианский дож (1339—1342).

## Дата неизвестна или требует уточнения
- Алонсо Мелендес Де Гусман[англ.] — магистр Ордена Сантьяго (1338—1342)
- Аль-Джалдаки[англ.] — персидский алхимик.
- Гоше VII де Шатильон, граф Порсьена (с 1325), сеньор Тура, Неля, Преси, Ромейли, Сомме-Свипа, Вернёя-сюр-Марн и Кюдо.
- Грациоло Бамбальоли[итал.] — итальянский писатель, комментатор Данте Алигьери
- Доналл О Куиндлис[англ.] — ирландский историк.
- Есун Тимур-хан, хан Чагатайского улуса (1336—1342).
- Лука Варфоломеев — новгородец, сын посадника Варфоломея Юрьевича, руководитель новгородских ушкуйников (1342), основатель города Орлец на реке Емца.
- Маргарита Валуа — дочь Карла Валуа, графиня-консорт Блуа и Дюнуа (1310—1342), как жена Ги I де Блуа-Шатильона.
- Марсилий Падуанский, схоласт, политический философ, теоретик светского государства.
- Пётр Полуданус[англ.] — французский теолог, латинский патриарх Иерусалима (1329—1342)
- Пьер III де Грюйер[фр.] — граф Грюйер (1304—1342)
- Маттео Сильватико — итальянский врач и ботаник, основатель первого ботанического сада.
- Никколо Специале, сицилийский хронист, монах-францисканец, автор «Истории Сицилии».
- Станислав Лесновски, сербский писатель, писец из монастыря Лесново.
- Тинибек — хан Золотой Орды (1341—1342), убит в междоусобной борьбе
- Феодор I — епископ Тверской (1330—1342)
- Эберхард фон Ален[нем.] — бургомистр Бремена (1340–1342)
- Эзмел Аблитас[англ.] — богатый арагонский еврей, снабжавший деньгами короля и дворян Арагона и Наварры
- Эмерик Джирард[фр.] — епископ Нима (1337—1342)
- Юсуф ибн Абд аль-Рахман аль Мицци[англ.] — исламский учёный